# Benjamin Butler
Benjamin Franklin Butler (5 de Novembro de 1818 – 11 de Janeiro de 1893) foi um major-general do Exército da União, político, advogado e empresário de Massachusetts. Nascido em New Hampshire e criado em Lowell, Massachusetts, Butler é mais conhecido como um político major-general do Exército da União durante a Guerra Civil Americana e pelo seu papel de liderança no impeachment do Presidente dos EUA Andrew Johnson. Era uma figura pitoresca e muitas vezes controversa no cenário nacional e no cenário político de Massachusetts e realizou várias campanhas para Governador antes de sua eleição para o cargo em 1882.
Butler, um advogado de sucesso, exerceu na legislatura de Massachusetts como um Democrata anti-guerra e como oficial da milícia do estado. No início da Guerra Civil, juntou-se ao Exército da União, onde era conhecido por sua falta de habilidade militar e por seu controverso comando de Nova Orleans, o que causou-lhe grande aversão no Sul e ao epíteto "Monstro". Ajudou a criar a ideia jurídica de efetivamente libertar escravos fugitivos, designando-os como contrabando de guerra a serviço de objetivos militares, o que levou a uma onda política no Norte, que incluía a emancipação geral e o fim da escravidão como objetivos oficiais de guerra. Seus comandos foram marcadas por operações financeiras e logísticas através das linhas inimigas, algumas das quais provavelmente ocorreram com seu conhecimento e seu benefício financeiro.
Butler foi demitido do Exército da União após seus fracassos na Primeira Batalha de Fort Fisher, mas logo ganhou a eleição para a Câmara dos Representantes dos Estados Unidos, de Massachusetts. Como Republicano Radical, opôs-se à agenda de Reconstrução do Presidente Johnson e foi o principal responsável da Câmara nos processos de impeachment de Johnson. Como Presidente do Comitê da Câmara na Reconstrução, Butler, autor da Lei Ku Klux Klan de 1871 e co-autor da Lei dos Direitos Civis de 1875.
Em Massachusetts, Butler costumava estar em desacordo com membros mais conservadores do establishment político em questões de modo e mérito. Conflitos com políticos Republicanos levaram a que fossem-lhe negadas várias indicações para o governo entre 1858 e 1880. Retornando ao grupo Democrata, ganhou o governo nas eleições de 1882 com o apoio dos Democratas e do Partido Greenback. Concorreu à presidência com a chapa Greenback em 1884.

## Primeiros anos
Benjamin Franklin Butler nasceu em Deerfield, New Hampshire, o sexto e filho mais novo de John Butler e Charlotte Ellison Butler. Seu pai serviu sob o comando do General Andrew Jackson na Batalha de Nova Orleans durante a Guerra de 1812 e mais tarde tornou-se um corsário, morrendo de febre amarela nas Índias Ocidentais, pouco depois de Benjamin nascer. Recebeu o nome do Pai Fundador Benjamin Franklin. Seu irmão mais velho, Andrew Jackson Butler (1815-1864), serviria como coronel no Exército da União durante a Guerra Civil e juntou-se a ele em Nova Orleans. A mãe de Butler era uma Batista devota que encorajou-o a ler a Bíblia e a preparar-se para o sacerdócio. Em 1827, aos nove anos de idade, Butler recebeu uma bolsa da Phillips Exeter Academy, onde passou um semestre. Foi descrito por um colega de escola como "um garoto imprudente, impetuoso, teimoso", e regularmente envolvia-se em brigas.
A mãe de Butler mudou a família em 1828 para Lowell, Massachusetts, onde administrava uma pensão para trabalhadores das fábricas têxteis. Frequentou as escolas públicas de lá, das quais quase foi expulso por brigas, o diretor descrevia-o como um garoto que "poderia ser conduzido, mas não podia ser expulso". Frequentou a Waterville (agora Colby) College em busca do desejo de sua mãe de preparar-se para o sacerdócio, mas acabou rebelando-se contra a ideia. Em 1836, Butler pediu permissão para ir a West Point para uma educação militar, mas não conseguiu um dos poucos lugares disponíveis. Continuou seus estudos em Waterville, onde aprimorou suas habilidades retóricas nas discussões teológicas e começou a adotar visões políticas Democratas. Formou-se em Agosto de 1838. Butler voltou para Lowell, onde trabalhou e estudou direito como aprendiz de um advogado local. Foi aceito na Ordem de Massachusetts em 1840 e abriu uma advocacia em Lowell.
Após um longo namoro, Butler casou-se com Sarah Hildreth, atriz de teatro e filha do Dr. Israel Hildreth de Lowell, no dia 16 de Maio de 1844. Tiveram quatro filhos: Paul (1845-1850), Blanche (1847-1939), Paul ( 1852-1918) e Ben-Israel (1855-1881). Os parceiros de negócios de Butler incluíam o irmão de Sarah, Fisher, e seu cunhado, W. P. Webster.

## Direito e primeiros negócios
Butler rapidamente ganhou a reputação de advogado de defesa criminal persistente, que aproveitava cada deslize de sua oposição para obter vitórias a seus clientes e também tornou-se especialista em direito de falência. Seu julgamento foi tão bem-sucedido que recebeu cobertura regular da imprensa e conseguiu expandir sua advocacia para Boston.
O sucesso de Butler como advogado permitiu-lhe comprar ações da Middlesex Mill Company de Lowell quando eram baratas. Embora geralmente representasse trabalhadores em ações judiciais, às vezes também representava donos de fábricas. Essa adoção de ambos os lados da questão manifestou-se quando tornou-se mais politicamente ativo. Primeiro atraiu atenção geral ao defender a aprovação de uma lei que estabelecesse um dia de dez horas para os trabalhadores, mas também opôs-se a greves trabalhistas sobre a questão. Instituiu um dia de trabalho de dez horas na Middlesex Mills.

## Entrada na política
Durante os debates do dia de dez horas, um jornal de Lowell, que apoiava o Partido Whig, publicou um verso sugerindo que o pai de Butler havia sido enforcado por pirataria. Butler processou o editor do jornal e a publicadora por essa e outras alegações que haviam sido impressas sobre ele. O editor foi condenado e multado em 50 dólares, mas a publicadora foi absolvida por um detalhe técnico. Butler culpou o juiz Whig, Ebenezer R. Hoar, pela absolvição, iniciando uma briga entre os dois que duraria décadas e caracterizando significativamente a reputação de Butler no estado.
Butler, como Democrata, apoiou o Compromisso de 1850 e manifestou-se regularmente contra a abolição da escravidão. No entanto, no nível estadual, apoiou a coalizão de Democratas e Solos Livres que elegeu o governador George S. Boutwell em 1851. Isso rendeu-lhe apoio suficiente para vencer a eleição para a legislatura do estado em 1852. Seu apoio a Franklin Pierce como presidente, no entanto, custou-lhe o cargo no ano seguinte. Foi eleito delegado da convenção constitucional estadual de 1853 com forte apoio Católico e foi eleito para o senado do estado em 1858, um ano dominado por vitórias Republicanas no estado. Butler foi nomeado governador em 1859 e concorreu em um programa pró-escravidão e pró-tarifa; perdeu por pouco para o incumbente Republicano Nathaniel Prentice Banks.
Na Convenção Nacional Democrata de 1860, em Charleston, Carolina do Sul, Butler inicialmente apoiou John C. Breckinridge para Presidente, mas depois mudou seu apoio a Jefferson Davis, acreditando que apenas um Sulista moderado poderia impedir o partido Democrata de divergir-se. Uma conversa que teve com Davis antes da convenção convenceu-o de que Davis poderia ser esse homem, e deu seu apoio antes que a convenção divergisse-se sobre a escravidão. Butler acabou apoiando Breckinridge sobre Douglas contra instruções do partido do estado, arruinando sua reputação com o sistema do partido do estado. Foi nomeado governador nas eleições de 1860 por um dissidente de Breckinridge do partido estadual, mas ficou muito atrás de outros candidatos.

## Guerra Civil
Embora simpatizasse com o Sul, Butler afirmou que "sempre fui amigo dos direitos do sul, mas inimigo dos erros do sul" e tentou servir no Exército da União. Sua carreira militar antes da Guerra Civil começou como um soldado na milícia de Lowell em 1840. Butler acabou por tornar-se coronel de um regimento de homens principalmente irlandeses americanos. Em 1855, o Governador nativista do Partido Sabe Nada Henry J. Gardner dissolveu a milícia de Butler, mas Butler foi eleito general de brigada após a reorganização da milícia. Em 1857, o Secretário da Guerra Jefferson Davis nomeou-o para o Conselho de Administração de West Point. Essas funções não deram-lhe nenhuma experiência militar significativa.

### 1860
Depois que Abraham Lincoln foi eleito presidente em Novembro de 1860, Butler viajou para Washington, D.C. Quando uma delegação separatista da Carolina do Sul chegou lá, recomendou ao pato manco Presidente James Buchanan que fossem presos e acusados de traição. Buchanan recusou a ideia. Butler também encontrou-se com Jefferson Davis e soube que não era o homem da União que Butler pensava anteriormente. Butler voltou a Massachusetts, onde avisou ao governador John A. Andrew que as hostilidades eram prováveis e que a milícia do estado deveria ser preparada. Aproveitou a mobilização para garantir um contrato com o estado para que sua fábrica fornecesse tecido pesado à milícia. Os contratos militares constituiriam uma fonte significativa de lucros para a fábrica de Butler durante a guerra.

### Solicitando nomeação de liderança militar
Butler também trabalhou para garantir uma posição de liderança caso a milícia fosse implantada. Ofereceu seus serviços ao Governador Andrew em Março de 1861. Quando o apelo à milícia finalmente chegou em Abril, foi pedido a Massachusetts apenas três regimentos, mas Butler conseguiu expandir o pedido para incluir um general de brigada. Telegrafou para o Secretário da Guerra Simon Cameron, com quem estava familiarizado, sugerindo que Cameron fizesse um pedido de serviços a um brigadeiro e general de Massachusetts, que logo depois apareceu na mesa do Governador Andrew. Então usou contatos bancários para garantir que os empréstimos necessários para financiar as operações da milícia fossem limitados à sua nomeação. Apesar do desejo de Andrew de nomear o posto de brigadeiro a Ebenezer Peirce, o banco insistiu em Butler, e foi enviado ao sul para garantir a segurança das rotas de transporte para Washington. A capital do país estava ameaçada pelo isolamento dos estados livres porque não estava claro se Maryland, um estado escravo, também se separaria.

### 1861: Operações em Baltimore e Virgínia

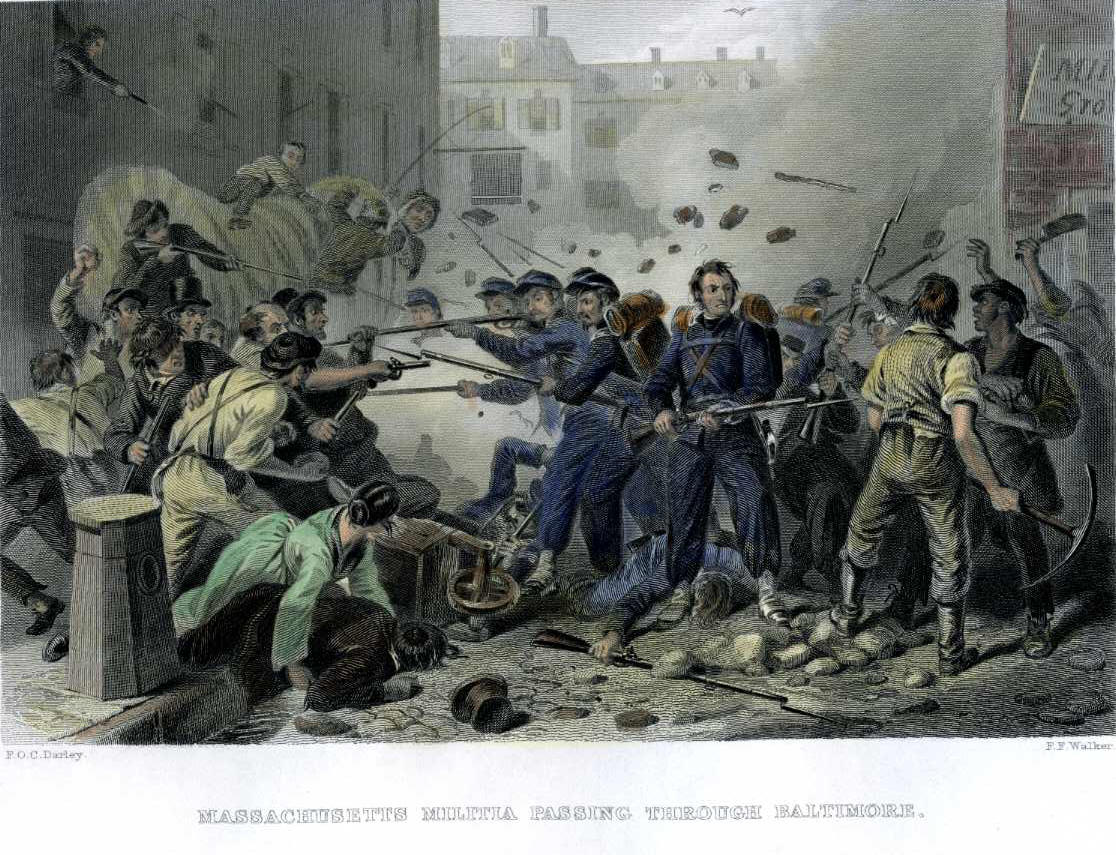
Gravura representando a revolta de Baltimore em 1861

Os dois regimentos que Massachusetts enviou a Maryland foram a 6ª e a 8ª Milícia Voluntária. A 6ª partiu primeiro e foi pega em um motim separatista em Baltimore, Maryland, no dia 19 de Abril. Butler viajou com a 8ª, que partiu da Filadélfia no dia seguinte em meio a notícias de que as conexões ferroviárias em torno de Baltimore estavam sendo cortadas. Butler e a 8º viajaram de trem e balsa para a capital de Maryland, Annapolis, onde o Governador Thomas H. Hicks tentou dissuadi-los do desembarque. Butler desembarcou suas tropas (que precisavam de comida e água), ocupando a Academia Naval. Quando Hicks informou Butler que ninguém venderia mantimentos para sua força, Butler apontou que os homens armados não precisavam necessariamente pagar pelos mantimentos necessários e usaria todas as medidas necessárias para garantir a ordem.
Depois de juntar-se à 7ª Milícia de Nova York, Butler instruiu seus homens a restabelecer o serviço ferroviário entre Annapolis e Washington via Interseção Annapolis, que foi realizada no dia 27 de Abril. Também ameaçou os legisladores de Maryland com prisão se votassem a favor da separação e eventualmente apreendessem o Grande Selo de Maryland. As ações imediatas de Butler na segurança de Annapolis foram recebidas com a aprovação do principal general do Exército dos EUA, Winfield Scott, e recebeu ordens formais para manter a segurança das ligações de trânsito em Maryland. No início de Maio, Scott ordenou que Butler liderasse as operações que ocupavam Baltimore. No dia 13 de Maio, entrou em Baltimore em um trem com mil homens e artilharia, sem dificuldades. Isso foi feito em contravenção às ordens a Butler de Scott, que foi organizar quatro colunas para abordar a cidade por terra e por mar. O General Scott criticou Butler por sua estratégia (apesar de seu sucesso), bem como por sua assunção severa de controle de grande parte do governo civil, e chamou-o de volta a Washington. Butler logo depois recebeu uma das primeiras nomeações como major-general das forças voluntárias. Suas façanhas em Maryland também chamaram a atenção da imprensa em todo o país, incluindo a imprensa negativa significativa no Sul, que inventou histórias sobre ele que eram confusões de detalhes biográficos envolvendo não apenas Butler, mas também um xará de Nova York e outros.

### Fort Monroe, Virgínia

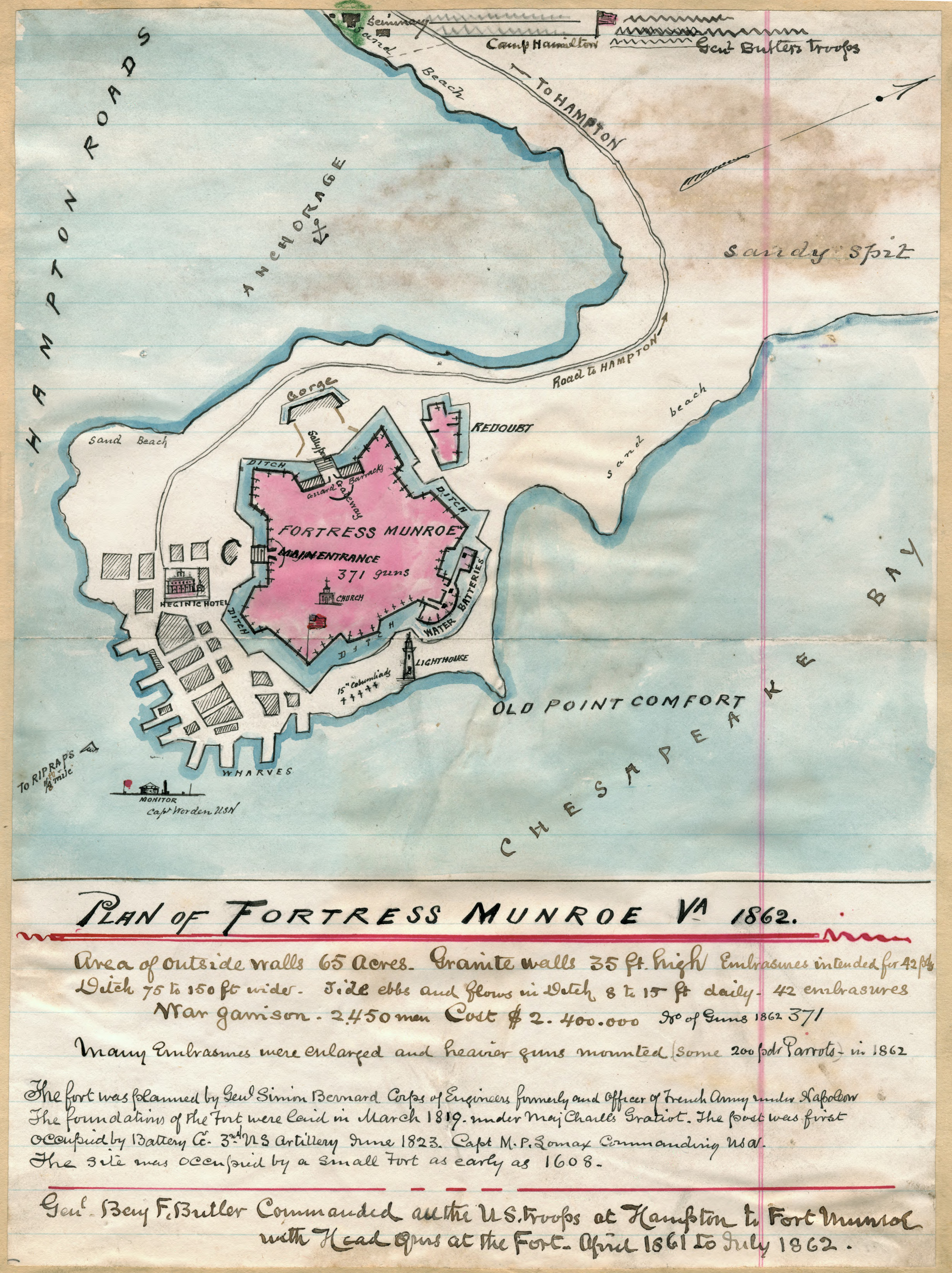
Mapa de Fort Monroe em 1862

Quando dois regimentos de Massachusetts foram enviados por terra a Maryland, outros dois foram enviados por via marítima sob o comando de Butler para proteger Fort Monroe na foz do Rio James. Depois de ter sido esculachado por Scott por ter ultrapassado sua autoridade, Butler foi a próxima autoridade de Fort Monroe e do Departamento da Virgínia. No dia 27 de Maio, Butler enviou uma força à 13 quilômetros ao norte para ocupar a cidade vizinha levemente defendida de Newport News, Virgínia, em Newport News Point, uma excelente ancoragem para a Marinha da União. A força estabeleceu e fortificou significativamente o Acampamento de Butler e uma bateria em Newport News Point que poderia cobrir a entrada do canal de navios do Rio James e a foz do Rio Nansemond. Butler também expandiu o Acampamento Hamilton, estabelecido na cidade vizinha de Hampton, Virgínia, um pouco além dos limites do forte e dentro do alcance de suas armas.
A ocupação da União no Fort Monroe foi considerada uma ameaça potencial em Richmond pelo General Confederado Robert E. Lee, e começou a organizar a defesa da Península da Virgínia em resposta. O General Confederado John B. Magruder, visando ganhar tempo enquanto esperava soldados e suprimentos, estabeleceu postos avançados bem defendidos perto de Big e Little Bethel, a apenas 13 km do acampamento de Butler em Newport News como uma atração para atrair seu oponente numa ação prematura. Butler mordeu a isca e sofreu uma derrota embaraçosa na Batalha de Big Bethel no dia 10 de Junho. Butler planejou um plano para uma marcha noturna e uma operação contra as orientações, mas optou por não liderar pessoalmente a força, pela qual mais tarde foi criticado. O plano mostrou-se complexo demais para a execução de seus subordinados e tropas inadequadamente treinadas, principalmente à noite, e foi prejudicado pelo fracasso da equipe em comunicar todas as senhas e precauções. Um incidente de fogo amigo durante a noite cedeu a posição da União e foram ainda mais prejudicados por avançar sem conhecimento do plano ou da força das posições Confederadas. O general da milícia de Massachusetts Ebenezer Peirce, que comandava em campo, recebeu as maiores críticas pela falha na operação. Com a retirada de muitos de seus homens para uso em outros lugares, Butler não conseguiu manter o acampamento em Hampton, embora suas forças tenham mantido o acampamento em Newport News. O cargo de Butler, que exigiu a aprovação do Congresso, foi vigorosamente debatida após Big Bethel, com comentários críticos abordados sobre sua falta de experiência militar. Seu cargo foi aprovado por pouco no dia 21 de Julho, o dia da Primeira Batalha de Bull Run, a primeira batalha importante da guerra. O fraco resultado da União nessa batalha foi usado como cobertura pelo General Scott para reduzir a força de Butler a alguém incapaz de ofensa substantiva, estando implícito nas ordens de Scott que as tropas eram necessárias perto de Washington.

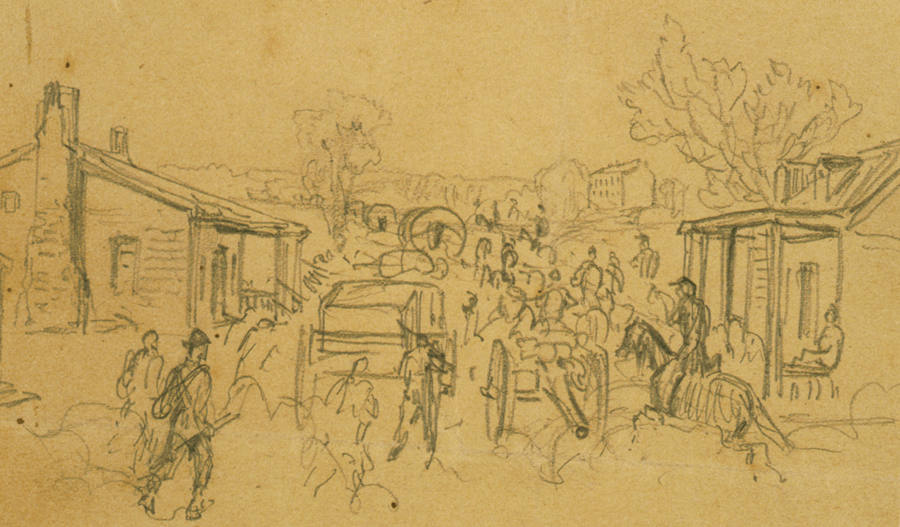
Desenho contemporâneo de movimentos militares na Batalha de Big Bethel, de Alfred Waud

Em Agosto, Butler comandou uma força expedicionária que, em conjunto com a Marinha dos Estados Unidos, dominou os Forts Hatteras e Clark na Carolina do Norte. Este movimento, a primeira vitória significativa da União após a Primeira Batalha de Bull Run, foi elogiado em Washington e recebeu elogios de Butler do Presidente Lincoln. Depois Butler foi enviado de volta a Massachusetts para criar novas forças. Isso levou Butler a lutar pelo poder com o Governador Andrew, que insistia em manter sua autoridade para nomear oficiais do regimento, recusando-se a contratar (entre outros) o irmão de Butler, Andrew, e vários associados próximos do general. A briga instigou uma guerra de recrutamento entre Butler e a organização das milícias do estado. A disputa atrasou o retorno de Butler à Virgínia, mas em Novembro foi nomeado para comandar tropas terrestres para operações na Louisiana.
Enquanto estava no comando de Fort Monroe, Butler recusou-se a devolver aos seus proprietários, escravos fugitivos que haviam entrado em suas vertentes. Argumentou que os virginianos consideravam-os bens pessoais e que não podiam apelar à Lei dos Escravos Fugitivos de 1850 por causa da secessão da Virgínia. Além disso, os escravos usados como trabalhadores na construção de fortificações e outras atividades militares poderiam ser considerados contrabando de guerra.  Mais tarde, foi adotada a política padrão do Exército da União para não devolver escravos fugitivos. Essa política foi logo estendida à Marinha da União.

### Nova Orleans
Butler encaminhou a primeira expedição da União a Ship Island, na Costa do Golfo do Mississippi, em Dezembro de 1861, e em Maio de 1862 comandou a força que conduziu a captura de Nova Orleans após sua ocupação pela Marinha após a Batalha dos Forts Jackson e St. Philip. Na administração daquela cidade, mostrou grande firmeza e sutileza política. Elaborou um plano para aliviar os pobres, exigiu juramentos de lealdade de quem buscasse privilégios do governo e confiscou armas.
No entanto, a sutileza de Butler pareceu fracassá-lo como governador militar de Nova Orleans quando se tratava de lidar com sua população judaica, sobre a qual o general, referindo-se a contrabandistas locais, escreveu vergonhosamente em Outubro de 1862: "São judeus que traíram seu Salvador e também nos traiu". Butler foi considerado "notório por seu antissemitismo".

#### Gestão de saúde pública
Em um ano normal, não era fora do comum que 10% da população da cidade morresse de febre amarela. Em elaboração, Butler impôs quarentenas estritas e introduziu um programa rígido de coleta de lixo. Como resultado, em 1862, apenas dois casos foram relatados.

#### Dificuldades na administração civil

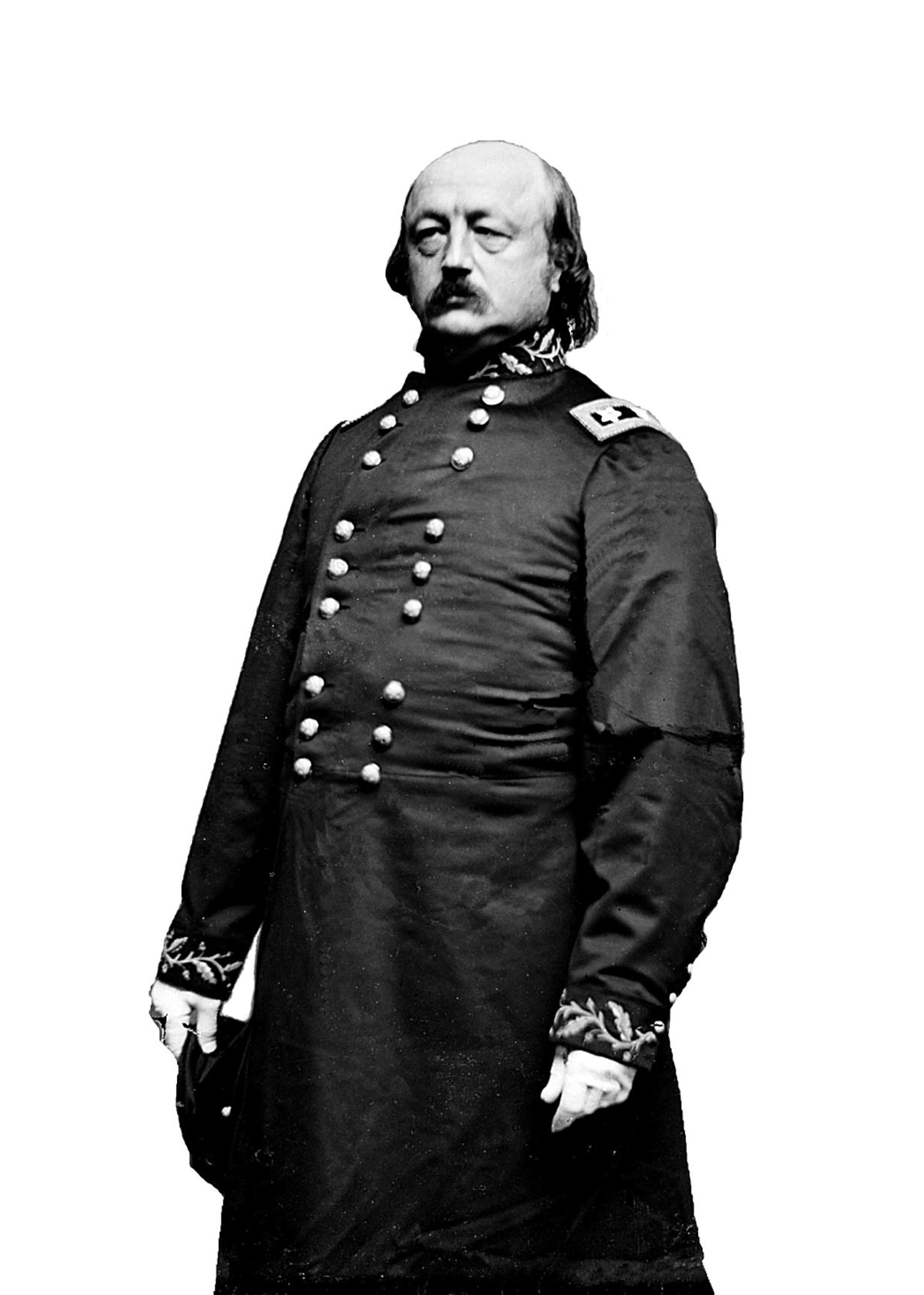
Retrato de Butler em seu uniforme do Exército da União, Brady-Handy 1862–1865

Muitos de seus atos, no entanto, eram altamente impopulares. A mais notória foi a Ordem Geral de Butler Nº 28, de 15 de Maio de 1862, de que, se alguma mulher insultar ou demonstrar desprezo por qualquer oficial ou soldado dos Estados Unidos, será considerada e responsabilizada por ser tratada como uma "mulher da cidade que exerce sua profissão", ou seja, uma prostituta. Isso foi em resposta aos vários e generalizados atos de abuso verbal e físico das mulheres de Nova Orleans, incluindo xingamentos e cusparadas em soldados da União e jogando penicos em suas cabeças das janelas do andar de cima quando passavam na rua (com o Almirante David Farragut sendo talvez a vítima mais notável de um ataque de penico).
Não havia conotação sexual explícita na ordem de Butler, mas seu efeito foi revogar o status de proteção mantido pelas mulheres nos costumes sociais da época, na qual exigia que qualquer mulher "respeitável" (ou seja, não prostituta) fosse tratada com devido respeito como uma dama merece, independentemente de suas próprias provocações. Sob a Ordem Geral 28, no entanto, se uma mulher mostrasse qualquer forma de insulto ou desprezo em relação a um soldado da União (mesmo que virando as costas quando se aproximasse ou se recusasse a responder suas perguntas), os padrões sociais habituais não mais se aplicariam e ela poderia ser retaliada (verbal ou fisicamente) como se fosse uma prostituta. A ordem produziu o efeito desejado, já que poucas mulheres se mostraram dispostas a arriscar retaliação simplesmente para protestar contra a presença da União; mas foi visto como extremamente draconiano por todos, exceto os soldados da União em Nova Orleans, e provocou indignação geral no Sul e no exterior, principalmente na Inglaterra e na França.
Foi apelidado de "Monstro Butler" ou, se preferir, "Talher Butler", o último apelido derivado principalmente de um incidente em que Butler apreendeu um conjunto de talheres de 38 peças de uma mulher de Nova Orleans que tentava cruzar as fronteiras da União. Embora a passagem da mulher permitisse que carregasse apenas roupas em seu corpo (tornando ilegal o transporte de talheres), o único conjunto de talheres seria normalmente considerado um objeto de valor pessoal protegido, e a insistência de Butler em processar a mulher como contrabandista e apreender os talheres como contrabando de guerra sob seu ditame de confiscar todas as propriedades daqueles que "ajudavam a Confederação" provocaram zombarias dos residentes brancos de Nova Orleans e a percepção repetida de que usava seu poder para envolver-se nos saques insignificantes dos bens domésticos dos residentes de Nova Orleans.

#### Confiscações de algodão
Logo após a Lei de Confisco de 1862 ter entrado em vigor em Setembro, o General Butler baseou-se cada vez mais nela como um meio de confiscar algodão. Já que a Lei permitia o confisco de bens pertencentes a qualquer pessoa que "ajudasse a Confederação", Butler reverteu sua política anterior de incentivar o comércio, recusando confiscar o algodão trazido a Nova Orleans para venda. Primeiro, conduziu um censo em que 4.000 entrevistados que não juraram lealdade à União fossem banidos e seus bens confiscados. Foi vendido a preços baixos em leilão, onde Andrew costumava ser o principal comprador. Em seguida, o general enviou expedições ao interior com nenhum objetivo militar a não ser para confiscar algodão de residentes que assumiram serem desleais. Depois de ser trazido para Nova Orleans, o algodão seria igualmente vendido em leilões fraudulentos. Para manter as aparências corretas, os rendimentos dos leilões foram devidamente mantidos em benefício de "apenas queixantes", mas o consórcio de Butler ainda acabou detendo o algodão a preços de pechincha. Sempre inventivo de uma nova terminologia para atingir seus objetivos, Butler sequestrou (ou seja, ficou vulnerável ao confisco) tais "bens" em toda a Louisiana, além das paróquias ao redor de Nova Orleans.

#### Censura de jornais
Butler censurou os jornais de Nova Orleans. Quando o editor do Commercial Bulletin William Seymour perguntou a Butler o que aconteceria se o jornal ignorasse sua censura, Butler revoltado declarou: "Sou o governador militar desse estado - o poder supremo - você não pode desrespeitar minha ordem, Senhor. Meu Deus, aquele que peca contra mim, peca contra o Espírito Santo". Quando Seymour publicou um obituário favorável de seu pai, que havia sido morto servindo no exército Confederado da Virgínia, Butler confiscou o jornal e prendeu Seymour por três meses. Também fechou o The Picayune quando publicou um editorial que considerou ofensivo. O historiador John D. Winters escreveu que a maioria dos jornais "foram autorizadas a reabrir mais tarde, mas foi tão rigidamente controlada que todas as cores e interesses desapareceram" e que as igrejas que planejavam um dia especial de oração e jejum para a Confederação eram proibidas de fazer. Vários clérigos foram presos por recusarem-se a orar pelo Presidente Lincoln. As igrejas Episcopais foram fechadas e seus três sacerdotes foram enviados à Nova York sob escolta militar.

#### Execução de William Mumford
No dia 7 de Junho de 1862, Butler ordenou a execução de William B. Mumford por rasgar uma bandeira dos Estados Unidos colocada pelo Almirante Farragut na Casa da Moeda dos Estados Unidos em Nova Orleans. Em suas memórias, Butler sustentou que Mumford reuniu um grupo de homens, rasgou a bandeira, arrastou-a pelas ruas e depois pisou e cuspiu nela e depois rasgou-a em pedaços, depois disso Mumford distribuiu os restos entre os membros do partido que usava-a como se fosse uma medalha de honra, o que era contra as leis da guerra. Antes de Mumford ser executado, Butler permitiu que ele fizesse um discurso pelo tempo que quisesse, onde Mumford defendeu suas ações, alegando que estava agindo com um forte sentimento de patriotismo. A maioria, incluindo Mumford e sua família, esperava que Butler perdoasse-o. O general recusou-se, mas prometeu cuidar de sua família, se necessário. (Após a guerra, Butler cumpriu sua promessa, pagando um financiamento na casa da viúva de Mumford e ajudando-a a encontrar emprego no governo). Pela execução e pela Ordem Geral Nº 28, foi denunciado em (Dezembro de 1862) pelo Presidente Confederado Jefferson Davis na Ordem Geral 111 como um criminoso que merece pena de morte, que se capturado deve ser reservado para execução.

#### Ações contra cônsules estrangeiros
Butler também mirou em cônsules estrangeiros em Nova Orleans. Ordenou a confiscação de 800.000 dólares que haviam sido depositados no escritório do cônsul holandês, prendeu o francês magnata do champanhe Charles Heidsieck e mirou particularmente em George Coppell, da Grã-Bretanha, a quem suspendeu por recusar-se a cooperar com a União. Em vez disso, Butler acusou Coppell de dar ajuda à causa Confederada.
O Secretário de Estado dos EUA, William H. Seward, enviou Reverdy Johnson à Nova Orleans para investigar queixas de cônsules estrangeiros contra certas políticas de Butler. Mesmo quando instruído pelo Presidente Lincoln a devolver uma remessa de açúcar reivindicada pelos europeus, Butler comprometeu a ordem. Também impôs uma quarentena rigorosa para proteger contra a febre amarela, que teve o impacto adicional de atrasar o comércio exterior e trazer queixas para sua sede da maioria dos cônsules estrangeiros.

#### Assistência à escravos fugitivos
Com a ocupação da União, escravos fugitivos e escravos de plantações abandonadas chegaram em grande número à Nova Orleans. Essas pessoas livres tiveram que ser alimentadas e alojadas. Um oficial da União reclamou de "um grande problema" com os recém-chegados. John D. Winters escreveu que "os Soldados não gostaram do fato de que o negro bem tratado recebeu tendas melhores, comidas iguais e foi permitido derrubar mais cercas para tábuas de dormir do que os soldados. O General Phelps [um abolicionista] organizou alguns esquadrões de negros e treinava-os diariamente. ... Sem saber o que fazer com tantos negros, Butler a princípio devolveu os escravos fugitivos a seus senhores. Mas ainda assim os contrabandos chegaram. Alguns deles eram empregados como cozinheiros, enfermeiras, lavadeiras e trabalhadores. ... [Finalmente] Butler ordenou ... a exclusão de todos os negros e brancos desempregados de sua frente".

#### Revocação
Embora o governo de Butler em Nova Orleans fosse popular no Norte (onde foi visto como uma postura bem-sucedida contra secessionistas relutantes), algumas de suas ações, principalmente contra os cônsules estrangeiros, preocuparam o Presidente Lincoln, que autorizou sua revocação em Dezembro de 1862. Butler foi substituído por Nathaniel P. Banks. A necessidade de tomar ações às vezes radicais e o apoio que recebeu nos grupos dos Republicanos Radicais levaram Butler a mudar sua lealdade política e ingressou no Partido Republicano. Também procurou vingar-se do Secretário de Estado Seward, mais moderado, que acreditava ser o responsável por sua eventual revocação.
Butler continua sendo uma figura impopular e controversa em Nova Orleans e no Sul em geral.

### Exército de James
A popularidade de Butler com os radicais fez com que Lincoln não pudesse negar prontamente um novo cargo. Lincoln pensou em mandá-lo para uma posição na área do Rio Mississippi no início de 1863 e recusou-se categoricamente a mandá-lo de volta para Nova Orleans. Finalmente deu a Butler o comando do Departamento da Virgínia e da Carolina do Norte em Novembro de 1863, com sede em Norfolk, Virgínia. Em Janeiro de 1864, Butler desempenhou um papel fundamental na criação de seis regimentos de Voluntários dos EUA recrutados entre prisioneiros de guerra Confederados ("Americanos Unidos") para o serviço na fronteira ocidental. Em Maio, as forças sob seu comando foram designadas ao Exército de James.

#### Tropas Negras dos Estados Unidos
No dia 27 de Setembro de 1862, Butler formou o primeiro regimento afro-americano no Exército dos EUA, a 1ª Guarda Nativa da Louisiana, e contratou 30 oficiais para comandá-los a nível empresarial. Isso foi altamente incomum, pois a maioria dos regimentos do USCT era comandada apenas por oficiais brancos. “Soldados melhores nunca carregaram um mosquete”, escreveu Butler, “observei uma característica muito notável sobre eles. Aprenderam a lidar com as armas e a marchar mais facilmente do que homens brancos inteligentes. Meu instrutor militar ensinaria um regimento de negros a maior parte da arte da guerra, mais cedo do que poderia ter ensinado o mesmo número de estudantes de Harvard ou Yale”. O regimento serviria Butler efetivamente durante o Cerco de Port Hudson.
O General Butler também comandou vários regimentos das Tropas Negras dos Estados Unidos que implantou em combate durante a Batalha de Chaffin's Farm (às vezes também chamada de Batalha de New Market Heights). As tropas tiveram um desempenho muito bom e, no caso do 38º Regimento das Tropas Negras dos Estados Unidos, que haviam superado os vários disparos, muitas mortes e vários obstáculos físicos para sobrecarregar uma força mais poderosa, concedeu a vários soldados a Medalha de Honra. Também ordenou uma medalha especial criada, estabelecida e concedida a 200 soldados afro-americanos que haviam servido com distinção no combate. Mais tarde, foi chamada de Medalha Butler.

#### Invasão a Petersburg
Ulysses S. Grant, que não pensava muito nas habilidades militares de Butler, ordenou que atacasse rumo a Petersburg pelo leste, destruindo as linhas ferroviárias que abasteciam Richmond e distraindo Robert E. Lee, juntamente com os ataques que Grant faria do norte. Embora Petersburg naquela época fosse levemente defendida e Butler pudesse tê-la ocupada com pouca dificuldade, hesitou e permitiu que uma força Confederada muito inferior sob o comando do General Pierre G.T. Beauregard limitasse o Exército de James na Península das Cem Bermudas. Como resultado, o Exército do Norte da Virgínia chegou e entrincheirou-se em torno de Petersburg, resultando em um cerco de oito meses na cidade. No entanto, foi sua má gestão da expedição contra Fort Fisher, na Carolina do Norte, que finalmente levou à sua revocação pelo General Grant. Butler planejou um plano para navegar um barco cheio de pólvora até o forte e detoná-lo, rompendo suas defesas, depois que a infantaria desembarcaria em terra e invadiria o local. O plano deu errado quando o barco explodiu antes da hora no porto nos arredores de Ft. Fisher, sem causar nenhum dano e mal foi notado pelas tropas Confederadas que ocupavam o forte. Butler desembarcou sua infantaria em terra firme, depois desistiu, trouxe-os de volta e relatou que Ft. Fisher era impossível de capturar. Posteriormente, o Almirante David Dixon Porter informou a Grant que poderia ser capturada facilmente se alguém competente fosse encarregado.

### Fort Fisher e revocação final
Embora Grant tenha tido grande êxito em remover generais políticos incompetentes do serviço, Butler provou ser um desses oficiais que não podiam ser facilmente de livrar-se. Como um Republicano Radical de destaque, Butler também estava sendo considerado como um possível oponente de Lincoln nas eleições daquele ano, e Lincoln havia pedido a Butler para exercer como seu Vice-Presidente no início de 1864. Após a eleição, no entanto, Grant escreveu ao Secretário da Guerra Edwin M. Stanton no início de 1865, pedindo carta branca para dispensar Butler do serviço militar. Como Stanton estava viajando para fora de Washington, D.C., naquele momento, Grant pediu diretamente a Lincoln permissão para rescindir com Butler, observando que "há uma falta de confiança na capacidade militar [de Butler]". Na Ordem Geral Número 1, Lincoln dispensou Butler do comando do Departamento da Carolina do Norte e da Virgínia e ordenou que viesse a Lowell, Massachusetts.
Grant informou a Butler de sua revocação no dia 8 de Janeiro de 1865 e nomeou o Major-General Edward O. C. Ord para substituí-lo como comandante do Exército de James. Em vez de ir a Lowell, Butler foi a Washington, onde usou suas consideráveis conexões políticas para obter uma audiência no Comitê Misto do Congresso sobre a Conduta da Guerra, em meados de Janeiro. Na audiência, Butler concentrou sua defesa na suas ações em Fort Fisher. Apresentou gráficos e cópias de relatórios de subordinados para provar que tinha razão em cancelar seu ataque a Fort Fisher, apesar das ordens do General Grant em contrapartida. Butler afirmou que o forte era inconquistável. Para seu vexame, uma expedição de acompanhamento liderada pelo Major-General Alfred H. Terry e pelo Brigadeiro-General Adelbert Ames (futuro genro de Butler) capturou o forte no dia 15 de Janeiro, e as notícias dessa vitória chegaram durante a audiência do comitê; A carreira militar de Butler terminou. Foi formalmente mantido até Novembro de 1865 com a ideia de que poderia atuar como promotor militar do Presidente Confederado Jefferson Davis.

### Operações financeiras
As percepções negativas de Butler foram agravadas por suas operações financeiras questionáveis em vários de seus comandos, bem como pelas atividades de seu irmão Andrew, que atuou como procurador financeiro de Butler e recebeu "quase carta branca" para participar de negócios exploradores e outras "atividades questionáveis" em Nova Orleans. Ao chegar na cidade, Butler começou imediatamente as tentativas de participar do lucrativo comércio inter-beligerante. Usou um navio de guerra federal para enviar 60.000 dólares em açúcar para Boston, onde esperava vendê-lo por 160.000 dólares. No entanto, seu uso do navio do governo foi relatado às autoridades militares e Butler foi punido. Em vez de obter lucro, as autoridades militares permitiram que recuperasse apenas seus 60.000 dólares, mais as despesas. Depois disso, seu irmão Andrew representou oficialmente a família nessas atividades. Todos em Nova Orleans acreditavam que Andrew acumulou um lucro de 1 a 2 milhões de dólares enquanto estava na Louisiana. Após uma consulta do Secretário do Tesouro, Chase, em Outubro de 1862, o general respondeu que seu irmão havia desembolsado menos de 200.000 dólares. Quando Butler foi substituído em Nova Orleans pelo Major-General Nathaniel Banks, Andrew Butler tentou subornar Banks com 100.000 dólares se Banks permitisse que o "programa comercial" de Andrew fosse realizado "como antes da chegada de [Banks]".
A administração de Butler do distrito de Norfolk também foi afetada por escândalos financeiros e transações comerciais realizadas. O Historiador Ludwell Johnson concluiu que durante esse período: "... não há dúvida de que um comércio muito grande com a Confederação foi realizado no Departamento de [Norfolk de Butler].... Esse comércio foi extremamente lucrativo para os comerciantes do norte ... e foi uma ajuda significativa para a Confederação.... Foi conduzida com a ajuda de Butler e uma parte considerável dela estava nas mãos de seus parentes e apoiadores".
Logo após chegar a Norfolk, Butler ficou cercado por esses homens. O principal deles era o Brigadeiro-General George Shepley, que havia sido governador militar da Louisiana. Butler convidou Shepley para juntar-se a ele e "cuidar de Norfolk". Após sua chegada, Shepley teve o poder de emitir licenças militares, permitindo o transporte de mercadorias pelas linhas. Designou o subordinado George Johnston para gerenciar a função. No outono de 1864, Johnston foi acusado de corrupção. No entanto, em vez de ser processado, teve permissão para renunciar depois de dizer que poderia mostrar "que o General Butler era um parceiro em todas as operações [controversas]", juntamente com o cunhado do general, Fisher Hildreth. Pouco tempo depois, Johnston administrou nas entrelinhas um próspero comércio no leste da Carolina do Norte. Não há dúvida de que Butler estava ciente das atividades comerciais de Shepley. Seu próprio chefe de gabinete reclamou deles e falou de empresários que "possuíam" Shepley. Butler não fez nada.
Grande parte do comércio de Norfolk, administrado por Butler, era feito através do Canal do Pântano Dismal, para seis municípios do nordeste da Carolina do Norte, separados do resto do estado pelo Albemarle Sound e pelo Rio Chowan. Embora o algodão não fosse uma colheita importante, os agricultores da área compraram fardos do governo Confederado e levaram-os através das linhas onde seriam trocados por "suprimentos familiares". Geralmente, os sulistas retornavam com sal, açúcar, dinheiro e vários suprimentos. Usaram o sal para preservar a carne de porco decepado, que venderam ao comissário Confederado. Depois que os portos bloqueados pelo Atlântico, como Charleston e Wilmington, foram capturados, essa rota fornecia diariamente cerca de dez mil quilos de bacon, açúcar, café e bacalhau ao exército de Lee. Ironicamente, Grant estava tentando bloquear os suprimentos de Lee da Confederação quando a forragem de Lee foi quase todo fornecida de fontes americanas através de Norfolk, controlado por Butler. Grant escreveu sobre a questão: "Enquanto o exército mantinha Lee em Richmond e Petersburg, descobri que ... [Lee] ... estava recebendo suprimentos, por ineficiência ou permissão de [um] oficial selecionado pelo General Butler ... de Norfolk através do Canal Albemarle e Chesapeake".
O substituto de Butler, o Major-General George H. Gordon, ficou horrorizado com o conteúdo do comércio em andamento. Circulavam relatórios de que 100.000 dólares em mercadorias por dia deixavam Norfolk para exércitos Rebeldes. Grant instruiu Gordon a investigar as práticas comerciais anteriores em Norfolk, depois das quais Gordon divulgou uma acusação de sessenta páginas de Butler e seus companheiros. Concluiu que os associados de Butler, como Hildreth e Shepley, eram responsáveis pelo suprimento do distrito de Butler, que "entrava diretamente nos departamentos do Comissário Rebelde e do Intendente". Alguns associados de Butler venderam licenças para o tráfego entre linhas ferroviárias por uma taxa. O relatório de Gordon recebeu pouca divulgação, por causa do fim da guerra e do assassinato de Lincoln.

## Carreira pós-guerra
A pedido de sua esposa, Butler buscou ativamente outro cargo político na presidência de Lincoln, mas esse esforço terminou com o assassinato de Lincoln em Abril de 1865. Butler acabou por interessar-se ao Congresso e foi eleito em 1866 em um palanque de direitos civis e oposição às fracas políticas de Reconstrução do Presidente Andrew Johnson. Apoiou uma variedade de posições populistas ou de reforma social, incluindo o sufrágio feminino, um dia de trabalho de oito horas para funcionários federais e a emissão de dólares.

### Congressista

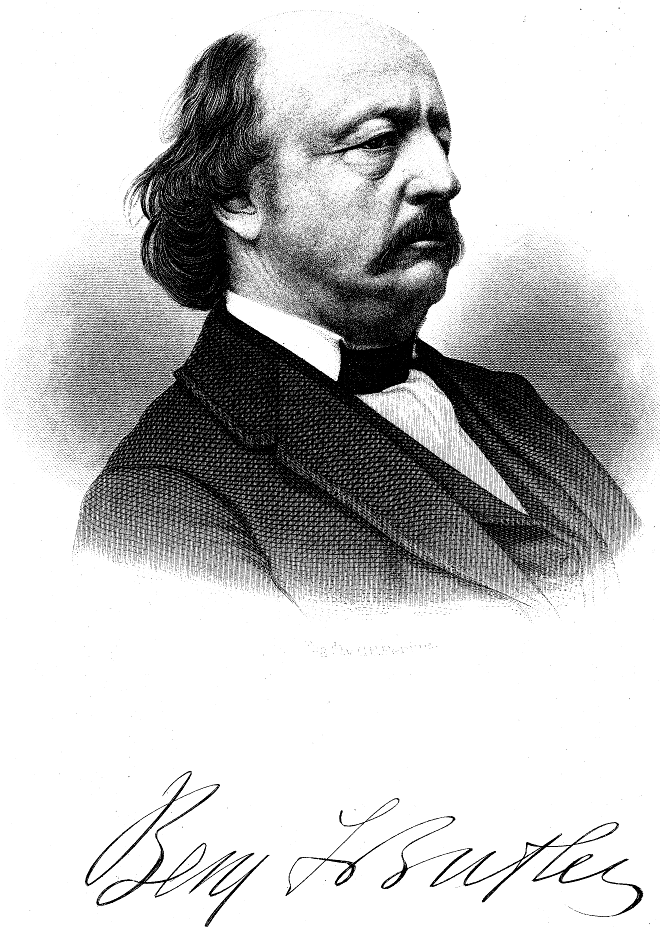
Benjamin Franklin Butler

Butler exerceu quatro mandatos (1867 até 1875) antes de perder a reeleição e foi novamente eleito em 1876 para um único mandato. Como ex-Democrata, foi inicialmente criticado pelo establishment Republicano do estado, que ficou particularmente descontente com seu apoio ao sufrágio feminino e a emissão de dólares. A organização do partido mais conservador fecharam o cerco contra ele para negar duas tentativas (em 1871 e 1873) de obter a indicação Republicana a Governador de Massachusetts. Em 1874, Republicanos hostis liderados por Ebenezer Rockwood Hoar conseguiram negar a renomeação de seu lugar no Congresso.
Em 1868, Butler foi selecionado para ser um dos responsáveis pelo impeachment do Presidente Johnson antes do Senado. Embora Thaddeus Stevens fosse a principal força orientadora por trás da tentativa de impeachment, estava envelhecendo e doente na época, e Butler entrou para tornar-se a principal força organizadora da acusação. O caso foi focado principalmente na remoção do Secretário da Guerra Edwin Stanton de Johnson, em violação à Lei da Posse do Cargo, e foi vulnerável porque a constitucionalidade da lei não havia sido decidida. O julgamento foi um pouco desconfortável, em parte porque o tempo estava quente e úmido e a câmara estava lotada. O caso da acusação foi uma recitação monótona de fatos já amplamente conhecidos, e foi atacado pela defesa de William Evarts, que afundou o processo contestando repetidamente às perguntas de Butler, muitas vezes exigindo uma votação do Senado para permitir ou não a pergunta. A defesa de Johnson concentrou-se na questão em que a remoção de Stanton enquadrava-se nos limites da Lei da Posse do Cargo. Apesar de alguns erros da defesa e do vigoroso interrogatório de Butler das testemunhas de defesa, o impeachment fracassou por um único voto. No intervalo entre o julgamento e a votação no Senado, Butler procurou, sem sucesso, evidências substanciais de que os membros de Johnson estavam trabalhando para subornar Senadores indecisos. Após a absolvição do primeiro texto votado, os Republicanos do Senado votaram pelo adiamento por dez dias, buscando tempo para possivelmente mudar o resultado nos textos restantes. Durante esse período, Butler criou um comitê na Câmara para investigar a possibilidade de quatro dos sete Senadores Republicanos que votaram na absolvição terem sido indevidamente influenciados em seus votos. Descobriu algumas evidências de que promessas de apoio foram feitas e que o dinheiro pode ter mudado de dono, mas não conseguiu vincular decisivamente essas ações a nenhum Senador específico.

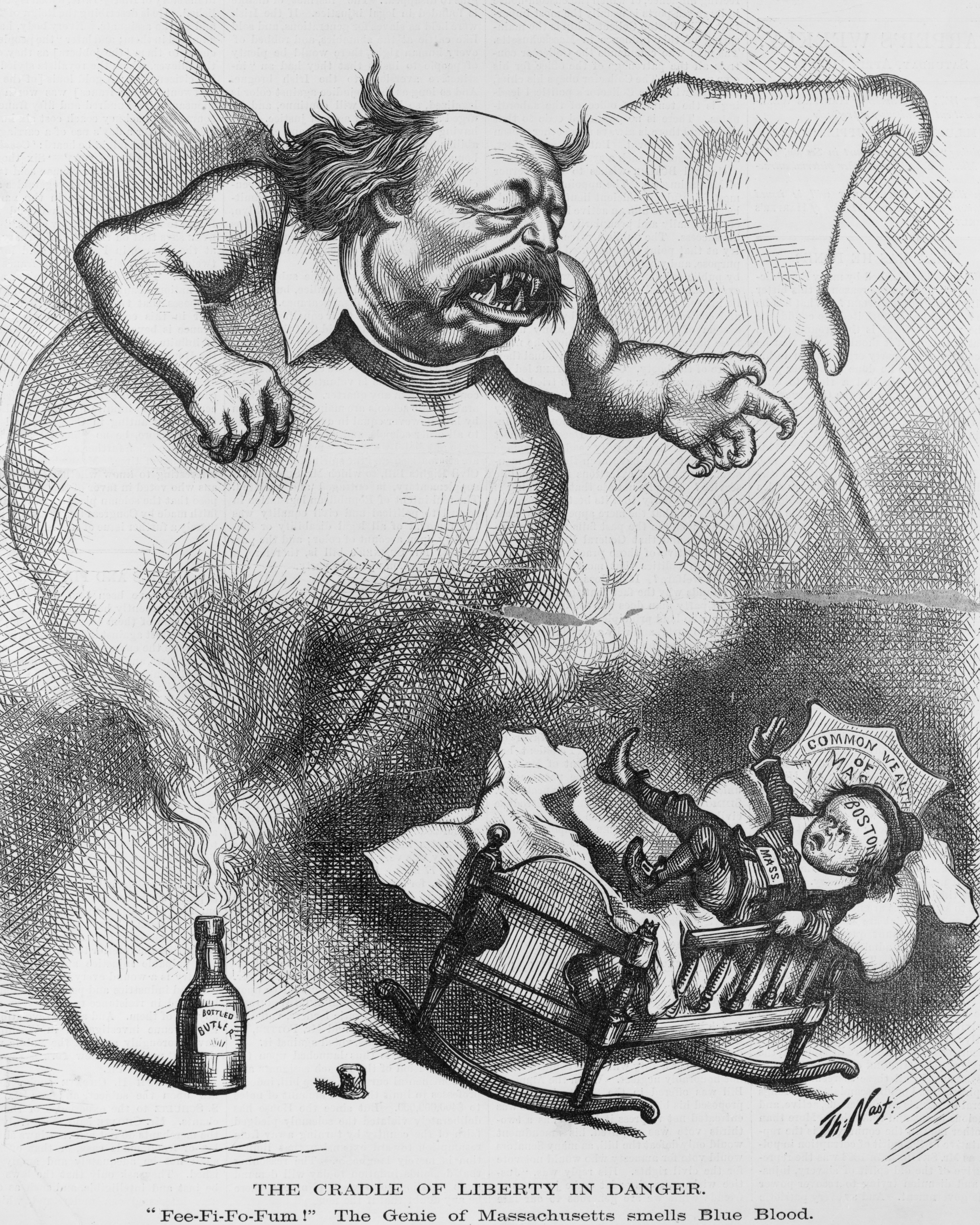
Ilustração da Harper's Weekly por Thomas Nast em 1874 com um bebê indefeso "Boston"

Butler escreveu a versão inicial da Lei dos Direitos Civis de 1871 (também conhecida como Lei Ku Klux Klan). Depois que seu projeto de lei foi rejeitada, o Representante Samuel Shellabarger, de Ohio, redigiu outro projeto de lei, um pouco menos abrangente que o de Butler, que passou com sucesso pelas duas câmaras e tornou-se lei após a assinatura de Grant no dia 20 de Abril. Juntamente com o Senador Republicano Charles Sumner, Butler propôs a Lei dos Direitos Civis de 1875, uma lei inovadora e ambiciosa que proíbe a discriminação racial em acomodações públicas. A Suprema Corte dos Estados Unidos declarou a lei inconstitucional nos Casos de Direitos Civis de 1883.
Butler conseguiu reabilitar seu relacionamento com Ulysses Grant depois que o mesmo tornou-se Presidente, a ponto de ser visto geralmente falando para o presidente na Câmara. Irritou os Republicanos da antiga guarda de Massachusetts convencendo Grant a nomear um de seus protegidos para ser cobrador do Porto de Boston, um importante cargo de apoio, e garantiu uma exceção para um aliado, John Sanborn, na legislação que regulava o uso de empreiteiros pelo Internal Revenue Service para cobrança de dívidas fiscais. Mais tarde, Sanborn estaria envolvido no escândalo dos Contratos de Sanborn, no qual pagou mais de 200.000 dólares pela cobrança de dívidas que provavelmente teriam sido pagas sem sua intervenção.

### Negócios e acordos beneficentes
Butler expandiu bastante seus negócios durante e após a Guerra Civil e era extremamente rico quando morreu, com um patrimônio estimado em 7 milhões de dólares (200 milhões de dólares hoje). O Historiador Chester Hearn acreditava que "[a] fonte de sua fortuna é um mistério, mas grande parte veio de Nova Orleans..." No entanto, as fábricas de Butler em Lowell, que produziam mercadorias de lã e não foram prejudicadas pela falta de algodão, obtiveram sucesso econômico durante a guerra, fornecendo roupas e cobertores ao Exército da União e pagando regularmente altos dividendos. Os investimentos bem-sucedidos na pós-guerra incluíram uma produtora de pedra em Cape Ann e uma operação de mercadoria de barcaças no Rio Merrimack. Depois de saber que nenhum fabricante doméstico produzia estamenha, investiu em outra fábrica de Lowell para produzi-la e convenceu o governo federal a aprovar uma legislação exigindo fontes internas para o material usado em edifícios do governo. Os empreendimentos menos bem-sucedidos incluíram investimentos em imóveis na Virgínia, Colorado e na Península da Baixa Califórnia, no oeste do México, e uma operação fraudulenta de mineração de ouro na Carolina do Norte. Também fundou a Wamesit Power Company e a United States Cartridge Company, e foi um dos vários investidores importantes que foram enganados por Philip Arnold na famosa fraude de diamante de 1872.
Butler investiu parte de seu dinheiro em empresas beneficentes. Comprou fazendas confiscadas na região de Norfolk, Virgínia, durante a guerra e transformou-as em empreendimentos cooperativos administrados por afro-americanos locais, e patrocinou uma bolsa de estudos para afro-americanos na Phillips Andover Academy. Também exerceu por quinze anos em cargos executivos da Casa Nacional de Soldados Deficientes.
Sua advocacia também expandiu-se significativamente após a guerra, criando escritórios em Nova York e Washington. Os casos famosos que aceitou incluíram a representação do Almirante David Farragut em sua busca a ser pago pelo governo pelos saques conquistados pela Marinha durante a guerra, e a defesa do ex-Secretário da Guerra Simon Cameron contra uma tentativa de extorsão em um caso obsceno que ganhou muito conhecimento público.

### Governador de Massachusetts e candidatura à Presidência
Butler concorreu sem sucesso à Governador de Massachusetts em 1878 como independente, com apoio do Partido Greenback, e também buscou a indicação Democrata. A mesma foi negada pela liderança do partido, que recusou-se a deixá-lo entrar no partido, mas foi indicado por um grupo populista de Democratas que interrompeu a convenção principal, forçando-a a adiar para outro local. Foi renomeado de maneira semelhante em 1879; nesses dois anos, os Republicanos venceram contra os Democratas divergidos. Como Butler buscou o governo em parte como um trampolim para a presidência, pptou por não concorrer novamente até 1882. Em 1882, foi eleito com uma margem de 14.000, depois de ter sido indicado pelos Greenbacks e por um partido Democrata indiviso.
Como governador, Butler atuou ativamente na divulgação de reformas e competência na administração, apesar de uma legislatura Republicana hostil e o Conselho do Governador. Nomeou os primeiros juízes irlandeses-americanos e afro-americanos do estado e nomeou a primeira mulher para o cargo executivo, Clara Barton, para chefiar o Reformatório de Mulheres de Massachusetts. Também expôs graficamente a má administração da Tewksbury Almshouse do estado sob uma sucessão de governadores Republicanos. Butler foi notoriamente desprezado pela Universidade Harvard, que tradicionalmente concedia títulos honorários aos governadores do estado. O honorário de Butler foi negado porque o Conselho de Administração, liderado por Ebenezer Hoar, votou contra.
A candidatura de Butler à reeleição em 1883 foi uma das campanhas mais controversas de sua carreira. Suas ambições presidenciais eram bem conhecidas, e o establishment Republicano do estado, liderado por Ebenezer e George Frisbie Hoar, investiu dinheiro na campanha contra ele. Concorrendo contra o Congressista George D. Robinson (cujo responsável pela campanha era o jovem Henry Cabot Lodge), Butler foi derrotado por 10.000 votos, dentre os mais de 300.000 votos. É creditado a Butler o início da tradição da "caminhada solitária", a saída cerimonial do cargo de Governador de Massachusetts, depois de terminar seu mandato em 1884.
Em 1882, Butler julgou com sucesso o caso Juilliard v. Greenman perante a Suprema Corte. No que foi visto como uma vitória para os apoiadores Greenback, o caso confirmou que o governo tinha o direito de emitir papel-moeda para dívidas públicas e privadas. Butler aproveitou a vitória para concorrer à Presidência em 1884. Nomeado pelos partidos Greenback e Anti-Monopólio, não conseguiu a indicação Democrata, que foi para Grover Cleveland. Cleveland recusou-se a adotar partes do programa de Butler em troca de seu apoio político, levando Butler a concorrer nas eleições gerais. Procurou obter votos eleitorais ao envolver-se em tentativas de fusão com Democratas em alguns estados e Republicanos em outros, nos quais considerou o que era percebido na imprensa contemporânea como suborno de 25.000 dólares pela campanha do Republicano James G. Blaine. O esforço foi em vão: Butler conseguiu 175.000 dos 10 milhões de votos.

## Últimos anos e legado

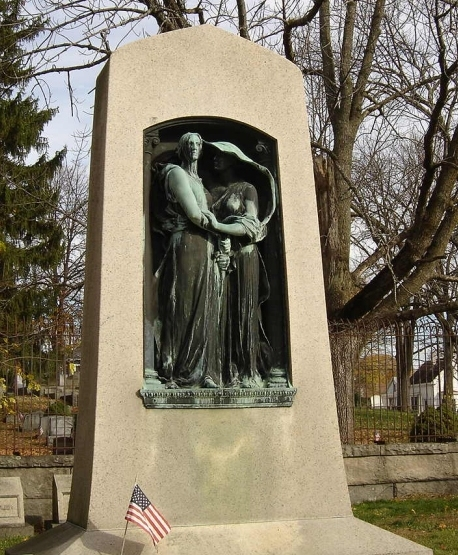
Monumento de Butler no Hildreth Cemetery em Lowell, Massachusetts

Nos últimos anos, Butler reduziu seu nível de atividade, trabalhando em sua biografia, Butler's Book, e exercendo de 1866 até 1879 como presidente da Casa Nacional de Soldados Voluntários Deficientes.
Butler morreu no dia 11 de Janeiro de 1893 de complicações de uma bronquite aguda um dia depois de discutir um caso na Suprema Corte. Está sepultado no cemitério da família de sua esposa, atrás do cemitério principal de Hildreth, em Lowell. Sua filha Blanche casou-se com Adelbert Ames, um governador e senador do Mississippi que serviu como general no Exército da União durante a guerra. Os descendentes de Butler incluem o famoso cientista Adelbert Ames, Jr., a sufragista e artista Blanche Ames Ames, Butler Ames, Hope Butler e George Plimpton.
Desde 2004, a Sociedade Benjamin F. Butler reúne-se no cemitério da família Hildreth no início de Novembro para comemorar o aniversário do General Butler e para substituir a bandeira americana que sobrevoa o cemitério por uma nova. Esta é a única época do ano em que as explorações familiares, atrás de dois portões trancados e cercados do cemitério público, estão abertas ao público. A inscrição no monumento de Butler diz: "o verdadeiro marco da liberdade civil não é que todos os homens são iguais, mas que todo homem tem o direito de ser igual a todos os outros homens-se puder".

## Leia mais
- Private and official correspondence of Gen. Benjamin F. Butler, during the period of the Civil War : in five volumes
- Eicher, John H., and David J. Eicher. Civil War High Commands. Stanford, CA: Stanford University Press, 2001. ISBN 0-8047-3641-3.
- Holzman, Robert S. Stormy Ben Butler. Macmillan, 1954. OCLC 1198303
- Nash, Jr., Howard P. Stormy Petrel: The Life and Times of General Benjamin F. Butler, 1818 - 1893. Rutherford, New Jersey: Fairleigh Dickinson University Press, 1969. ISBN 083867383X OCLC 49599
- Nolan, Dick (1991). Benjamin Franklin Butler: The Damnedest Yankee. Novato, California: Presidio Press. ISBN 0891413936. OCLC 23017163
- Parton, James. Butler in New Orleans. New York: Mason Brothers, 1863.
- Summers, Mark Wahlgren. Rum, Romanism & Rebellion: The Making of a President, 1884. Chapel Hill: University of North Carolina Press, 2000. ISBN 978-0-8078-2524-2.
- Warner, Ezra J (1964). Generals in Blue: Lives of the Union Commanders. Baton Rouge, LA: Louisiana State University Press. ISBN 0-8071-0822-7.
- Werlich, Robert. "Beast" Butler: The Incredible Career of Major General Benjamin Butler. Quaker Press, 1962. OCLC 2334697
- Jefferson Davis